# 로엘 벨라스코
로엘 벨라스코(타갈로그어: Roel Velasco, 1972년 6월 26일~)는 필리핀의 권투 선수이다. 1992년 하계 올림픽 남자 라이트플라이급에서 동메달을 획득했으며 세계 선수권 대회에서 은메달 1개를 획득했다. 또한 아시아 선수권 대회에서 각각 금메달 1개를 획득했다.
형인 만수에토 벨라스코 또한 권투 선수로 활동했다.